# Peuraure
Peuraure (modern stavning Bievrávrre) är en sjö i Jokkmokks kommun i Lappland och ingår i Luleälvens huvudavrinningsområde. Sjön har en area på 18 kvadratkilometer och ligger 441 meter över havet. Peuraure ligger i Pärlälvens fjällurskog Natura 2000-område. Sjön avvattnas av vattendraget Pärlälven.
Sjöns namn är samiskt. Förleden är adjektivet bievrek som betyder 'reslig, ståtlig, stilig' och som lånats in från finskans peura, 'vildren'. Efterleden är en förkortad form av jávrre, 'sjö'.

## Delavrinningsområde
Peuraure ingår i det delavrinningsområde (741104-159418) som SMHI kallar för Utloppet av Peuraure. Medelhöjden är 563 meter över havet och ytan är 97,23 kvadratkilometer. Räknas de 27 avrinningsområdena uppströms in blir den ackumulerade arean 517,37 kvadratkilometer. Pärlälven som avvattnar avrinningsområdet har biflödesordning 3, vilket innebär att vattnet flödar genom totalt 3 vattendrag innan det når havet efter 287 kilometer. Avrinningsområdet består mestadels av skog (61 procent) och kalfjäll (14 procent). Avrinningsområdet har 18,17 kvadratkilometer vattenytor vilket ger det en sjöprocent på 18,7 procent.